# Pomnik Marcina Lutra w Brzegu
Pomnik Marcina Lutra – nieistniejący już pomnik zlokalizowany w Brzegu na dawnym placu Kościelnym. Został ustawiony w sąsiedztwie kościoła protestanckiego św. Mikołaja (obecnie rzymskokatolickiego). Istniał w latach 1905–1945 i był jednym z trzech pomników Marcina Lutra w powojennej Polsce. Twórcą pomnika był berliński rzeźbiarz Robert Hanig.
Pomnik ustawiony na cokole został ufundowany przez brzeską parafię ewangelicką. Został odsłonięty w dniu urodzin Lutra 10 listopada 1905 roku, a zniszczony w roku 1945, wkrótce po zakończeniu II wojny światowej (podobnie jak pomnik Lutra w Gdańsku). Jedynym istniejącym pomnikiem Lutra w Polsce jest pomnik w Bielsku-Białej. Od 2008 roku niemal w tym samym miejscu co pomnik Lutra stoi pomnik Jana Pawła II.